# 托马斯·格拉维森
托马斯·格拉维森（Thomas Gravesen，1976年3月11日—）是一名丹麥足球運動員，擔任中場。
加維臣的職業生涯曾效力多家大球會，包括漢堡、愛華頓、皇家馬德里和些路迪。加維臣效力愛華頓期間最為人熟悉，特別是他的光頭造型。
作为丹麦国脚，他曾先后代表该队参加过2002世界杯赛以及2000和2004年两届欧洲足球锦标赛，共代表丹麦国家队出场过60多场国际比赛。

## 外部連結
- 足球数据库：加維臣的球员统计数据
- 丹麥國家隊 加維臣檔案 （页面存档备份，存于）
- 些路迪 加維臣檔案[永久]
- 皇家馬德里 加維臣檔案 （页面存档备份，存于）
- （丹麦文） 瓦埃勒 加維臣檔案
- FootballDatabase 加維臣數據 （页面存档备份，存于）